# 策棱
策棱（穆麟德轉寫：ts῾ering；1672年—1750年），博爾濟吉特氏，喀尔喀台吉，成吉思汗二十世孙，曾祖父图蒙肯。

## 生平
康熙三十一年（1692年），其祖父丹律的妻子格楚勒哈屯帶策棱及其弟恭格喇布坦，从居住地塔米尔投归清朝，康熙帝十分高兴，并授策棱为轻車都尉留居京师入内廷学习，将其属部划入八旗察哈爾镶黄旗。康熙四十五年（1706年），指婚皇十女，授和硕额驸，并赐贝子品级。五月成婚，婚后妻子受封为和硕纯悫公主。后奉命回驻塔米尔旧地，击败入侵的准噶尔兵。康熙四十九年三月二十四日，妻子和硕純愨公主去世，享年二十六歲。康熙五十九年（1720年）跟从傅爾丹多次击败准噶尔兵，授扎萨克。
雍正元年（1723年）特诏封多罗郡王。雍正二年（1724年）驻守阿尔泰，授副将军，以军功晋封喀尔喀郡王。岳母通嫔亦因他的军功受到晋封。同年，雍正將敦恪公主所出的女兒嫁給他與純愨公主之子蘇巴什禮。除了給外甥女置辦豐厚的嫁妝外，世宗還將敦恪公主的陪嫁人戶和純愨公主小叔子額駙恭格喇布坦之妻縣君的陪嫁人戶合編為鑲黃旗蒙古旗下一佐領，給外甥蘇巴什禮管理。同時，照宗室例封蘇巴什禮為輔國公，高於蒙古公爵。雍正五年（1727年）偕内大臣斯格等赴楚庫河与俄罗斯使节萨瓦立石定界签订《布连斯奇条约》；九年（1731年）大败准噶尔军获鄂登楚勒大捷，晋封为和硕亲王，赐银万两，并授喀尔喀大札萨克。雍正十年（1732年）光显寺大捷，赐号超勇亲王，晋封固伦额驸。清廷从土谢图汗部分出19旗赐予他，统称赛音诺颜部。雍正十一年（1733年）为定边左副将军进驻科布多。
乾隆元年（1736年）驻兵烏里雅蘇台。乾隆十五年（1750年）去世，入祀京师贤良祠。
策棱有子八人，长子成衮扎布被封为世子，后袭扎萨克亲王兼盟长（青衮杂卜叛乱时，参与镇压并最终擒获其于中俄边境）。次子策布登扎布。
他也是清代太廟中與忠親王僧格林沁唯二配享的蒙古人（因平定準噶爾有功和屬皇親）。

## 延伸阅读
[在维基数据编辑]
 《清史稿/卷296》，出自趙爾巽《清史稿》

### 引用
1. ↑  . Монголын түүхийн тайлбар толь.   [2023-08-23]. （原始内容存档于2022-09-22） （蒙古语）.
2. ↑  《清史稿卷296》……其第八子丹津生納木扎勒，納木扎勒生策棱。康熙三十一年，丹津妻格楚勒哈屯自塔密爾攜策棱及其弟恭格喇布坦來歸，聖祖授策棱三等阿達哈哈番，賜居京師，命入內廷教養。……
3. ↑  《愛新覺羅宗譜·星源吉庆》圣祖仁皇帝位下二十女......第十女 固伦纯悫公主 康熙廿四年乙丑二月十六日午时生 母 通嫔纳喇氏监生常素保之女四十五年丙戌指配博尔济吉特氏喀尔喀台吉策棱为额驸五月下嫁十一月封和硕纯悫公主康熙四十九年庚寅三月廿四日薨年二十六岁额驸策棱雍正元年二月以西陲军功封喀尔喀郡王九年再以军功 晋封亲王十年九月以军功以额尔德尼招即光显寺 赐号超勇亲王追封公主固伦纯悫位号十一年五月额驸授定边左副将军乾隆十五年庚午二月初五日卒谥曰襄配享 太庙入祀京师贤良祠遗命合葬公主园寝......